# Nova vas (gmina Sežana)
Nova vas – wieś w Słowenii, w gminie Sežana. W 2018 roku liczyła 2 mieszkańców.